# Erich Proebster
Erich Proebster (* 14. Juni 1929) ist ein deutscher Drehbuchlektor, Filmdramaturg und Fernseh- und Hörfunk-Programmdirektor. Er war viele Jahre für den Sender Freies Berlin (SFB) tätig.

## Leben und Wirken
Erich Proebster durchlief von 1948 bis 1950 eine Ausbildung zum Mineralöl-Großhändler. Von 1950 bis 1955 studierte er Theaterwissenschaft, Literaturgeschichte, Kunstgeschichte und Geschichte und wurde mit einer Arbeit über das Theaterspiel im Rahmen eines Bühnenstückes (Theater im Theater) promoviert.
Er übernahm zunächst die Aufgaben eines (Drehbuch-)Lektors bei der Neuen Deutschen Filmgesellschaft in den Jahren 1955 und 1956. Von 1956 bis 1958 arbeitete er als Lektor und Dramaturg für die Bavaria Filmkunst AG, danach von 1958 bis 1960 in der Siemens Hauptwerbeabteilung. Von 1960 bis 1962 war er Geschäftsführer der Produktionsfirma Film in Wissenschaft und Technik.
Seine Zeit beim Fernsehen begann 1963, als er Redakteur beim ZDF wurde. Von 1968 bis 1971 bekleidete er den Posten des Hauptabteilungsleiters beim Sender Freies Berlin (SFB). Der Rundfunkrat des SFB billigte 1971 den Vorschlag des Intendanten, Proebster mit Wirkung zum 1. Juli zum „Programmdirektor Hörfunk und Fernsehen“ zu berufen. Seinen Nachfolger in der Hauptabteilung, Rolf Defrank, entließ er 1972 unter anderem wegen mangelnder Kommunikation und wiederholter Pflichtverletzungen. Defrank jedoch machte geltend, dass seine Kritik am Finanzgebaren des Programmdirektors der wahre Grund für den Hinauswurf gewesen sei. Der Fall landete vor dem Arbeitsgericht.
1975 wurde Proebster für weitere fünf Jahre in seinem Amt bestätigt. Von ihm ist das Zitat überliefert: „Das Bildungsübermaß sollte gemildert werden, denn eigentlich ist das derzeitige Programm nichts anderes als ein mit Köpfen bebilderter Hörfunk.“ Allerdings legte er selbst einen Schwerpunkt auf die Hochliteratur und war auch bereit, niedrigere Einschaltquoten hinzunehmen und immerhin diesen kleineren Interessenkreis anspruchsvoll zu bedienen. Er holte zum Beispiel die Deutschstunde (Siegfried Lenz), Krebsstation (Alexander Solschenizyn), Die Plebejer proben den Aufstand (Günter Grass) sowie die antiken Dramenstoffe König Ödipus und Phädra fernsehgerecht inszeniert ins Programm. Ab 1978 fungierte er zusätzlich als „Koordinator Fernsehspiele“ in der ARD.
Ehrenamtlich war er Kuratoriumsmitglied der Deutschen Film- und Fernsehakademie Berlin und Beirat der Berliner Festwochen. Neben dienstlichen Pressetexten im ZDF Journal  schrieb er auch Artikel für verschiedene Zeitungen und Zeitschriften.

## Schriften
- 25 Jahre Fernsehen in Deutschland. Von Wilhelm Busch bis Heinrich Böll. Literaturverfilmungen im Fernsehen. In: HFF. Hörfunk – Fernsehen – Film, Nr. 12/1977, S. 8 u. 13.